# Black Creek Township (Missouri)
Pour les articles homonymes, voir Black Creek (homonymie).
Black Creek Township est un ancien township, situé dans le comté de Shelby, dans le Missouri, aux États-Unis,.
Le township est fondé en 1834 et baptisé en référence au cours d'eau Black Creek (en).

### Source de la traduction
- (en) Cet article est partiellement ou en totalité issu de l’article de Wikipédia en anglais intitulé « Black Creek Township, Shelby County, Missouri » (voir la liste des auteurs).